# Ellipsidion variegatum
Ellipsidion variegatum är en kackerlacksart som först beskrevs av Fabricius 1775.  Ellipsidion variegatum ingår i släktet Ellipsidion och familjen småkackerlackor. Inga underarter finns listade i Catalogue of Life.